# Метод неделимых
Метод неделимых — возникшее в конце XVI века наименование совокупности приёмов, предназначенных для вычисления площадей геометрических фигур или объёмов геометрических тел.
Идея метода для плоских фигур состояла в том, чтобы разделить эти фигуры на фигуры нулевой ширины («неделимые», обычно они представляют собой параллельные отрезки), которые потом «собираются» без изменения их длины и образуют другую фигуру, площадь которой уже известна (см. примеры ниже).
Вычисление объёма пространственных тел происходит аналогично, только они разделяются не на отрезки, а на «неделимые» плоские фигуры. Формализация этих приёмов во многом определила в дальнейшем зарождение и развитие интегрального исчисления.
Наиболее полное выражение и теоретическое обоснование метод неделимых получил в работе итальянского математика Бонавентуры Кавальери «Геометрия неделимых непрерывных, выведенная новым способом» (лат. Geometria indivisibilibus continuorum nova quadam ratione promota, 1635 год)

## Пример и критика
Сам по себе метод неделимых — это набор приёмов без чёткого описания.
Поэтому лучше начать со следующего примера, известного уже Архимеду. 

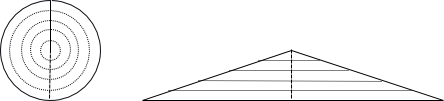
Вычисление площади круга

То же в анимации

Вычислим площадь круга радиуса {\displaystyle R}. Формула для длины окружности {\displaystyle L=2\pi R} считается известной.
Разобьём круг на бесконечно малые кольца. Рассмотрим также треугольник с длиной основания {\displaystyle L} и высотой {\displaystyle R}, который тоже разобьём сечениями параллельно основанию. Каждому кольцу радиуса {\displaystyle r} и длины {\displaystyle L=2\pi r} можно сопоставить одно из сечений треугольника той же длины {\displaystyle L}. Тогда, по принципу Кавальери, площади круга и треугольника равны. 
Площадь треугольника находится как произведение длины его основания на половину высоты:
{\displaystyle 2\pi R\cdot {\frac {R}{2}}=\pi R^{2}.}

### Парадокс Кавальери

Парадокс Кавальери

Математики сразу указали на возможность ошибочного применения принципа неделимых;
один из таких примеров привёл сам Кавальери в письме к Торричелли (см. рисунок).
Треугольники ABD и BCD состоят из вертикальных неделимых, причём каждой неделимой левого треугольника (EF) можно взаимно-однозначно сопоставить неделимую той же длины (GH) правого треугольника.
Отсюда, согласно основному принципу, можно сделать ошибочный вывод, что площади треугольников равны.
Тем не менее, ясного правила для избежания ошибок Кавальери не дал.

## Принцип Кавальери

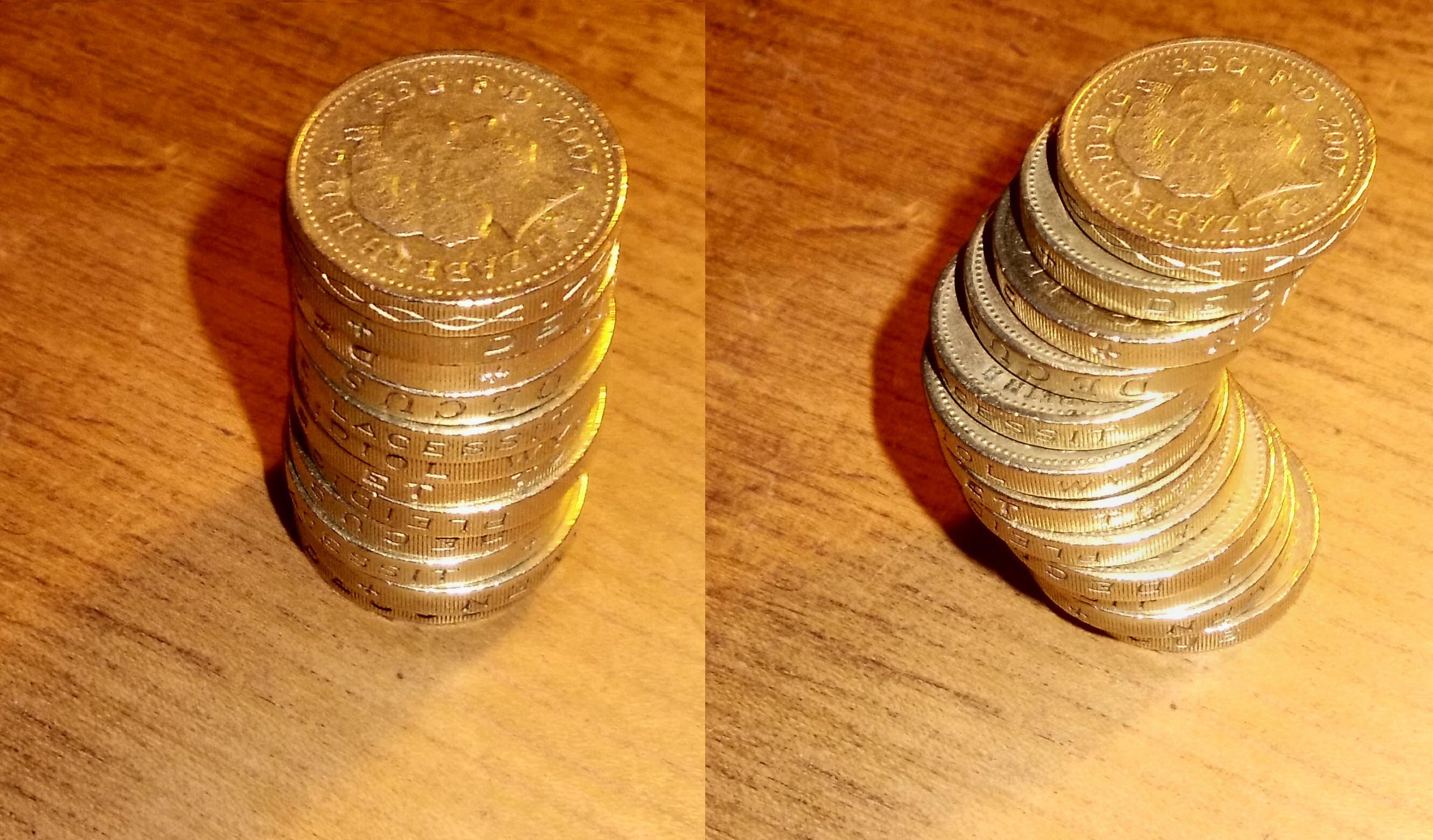
Иллюстрация принципа Кавальери — две стопки монет имеют разную форму, но равный объём

Кавальери в своём трактате «Геометрия неделимых непрерывных, выведенная новым способом» сформулировал теоретические основы метода неделимых следующим образом:

Фигуры относятся друг к другу, как все их линии, взятые по любой регуле [базе параллельных], а тела — как все их плоскости, взятые по любой регуле.

Если два тела имеют одинаковую высоту, и если сечения тел, равноудалённые и параллельные плоскости, на которой те покоятся, всегда останутся в заданном отношении, то и объёмы тел останутся в этом отношении.
В современном виде:
Для плоскостиПлощади двух фигур с равными по длине хордами всех их общих секущих, параллельных прямой, по одну сторону от которой они лежат, равны.
Для пространстваОбъёмы двух тел над плоскостью, с равными по площади сечениями всех общих секущих их плоскостей, параллельных данной плоскости, равны.
Принцип Кавальери явился одним из первых шагов на пути к интегральному исчислению.
В частности, используя обозначения бесконечно малых, Кавальери доказал теорему, эквивалентную современной формуле
{\displaystyle \int _{0}^{a}x^{n}\,dx={\frac {a^{n+1}}{n+1}}.}
Современными теоремами, обобщающими принцип Кавальери, являются 
формула коплощади 
и теорема Тонелли — Фубини.

### Пример

Вычисление объёма полушария

Идея нахождения объёмов в этом примере восходит к Архимеду. 
Вычислим объём полушария радиуса r. Формулы для площади круга, а также для объёма конуса и цилиндра считаются известными.
Проведём сечения полушария плоскостями, параллельными его основанию. Полушарие разобьётся на бесконечно малые круги (см. рисунок). На высоте h площадь сечения будет равна {\displaystyle \pi (r')^{2}}, или (по теореме Пифагора) {\displaystyle \pi (r^{2}-h^{2})}.
Далее рассмотрим круговой цилиндр высоты r, с радиусом основания тоже r, из которого вырезан конус остриём вниз. Рассечём и это тело параллельно основанию. В сечении на высоте h получится кольцо площадью {\displaystyle \pi r^{2}-\pi h^{2}}. Замечаем, что эта площадь такая же, как и для полушария.
Следовательно, по принципу Кавальери, объёмы обоих тел равны. Объём тела, изображённого справа на рис. 3, равен
{\displaystyle \pi \cdot r^{2}\cdot r-{\frac {1}{3}}\cdot \pi \cdot r^{2}\cdot r={\frac {2}{3}}\pi \cdot r^{3}.}
Вывод: объём полного шара (двух полушарий) равен {\displaystyle 2\cdot {\frac {2}{3}}\pi r^{3}={\frac {4}{3}}\pi r^{3}.}

## История
Уже Архимед в своих исследованиях рассекал пространственное тело параллельными плоскостями и представлял это тело как своего рода альбом, объединение таких сечений (инфинитезимальное разложение, то есть разложение на бесконечно малые элементы). Здесь возможно влияние атомистов с их «неделимыми». Однако Архимед считал обязательным передоказывать результаты, полученные с помощью метода неделимых, строгим методом исчерпывания. Европейские математики, начиная с XVI века, тоже применяли метод исчерпывания для проведения квадратур (вычисления площадей) и определения центров тяжести.
Новую жизнь методу неделимых дал Кеплер в своей книге «Новая стереометрия винных бочек» (XVII век).
В труде «Новая астрономия» Кеплер часто использует понятие «неделимых», в том числе при формулировке своих трёх законов движения планет; например, вместо площади он упоминал «сумму радиус-векторов».
Возможно, независимо этот метод развивал Роберваль.
Наиболее ярким и влиятельным представителем «геометрии неделимых» был Кавальери.
В его изложении инфинитезимальные представления Кеплера обрели вид общих вычислительных приёмов.
Мощь и относительная простота нового метода произвели чрезвычайно сильное впечатление на математиков.
Целые поколения, от Валлиса до Лейбница, учились у Кавальери. Торричелли назвал метод неделимых «царской дорогой» в геометрии.
Галилей был знаком с методом неделимых, однако отчётливо видел его слабые и опасные стороны.
В переписке и последних трудах он размышляет о сущности бесконечности, показывает, что бесконечное множество может быть равносчётно своей части, имеющей меньшую меру, так что рассуждения о неделимых плохо обоснованы.
Тем не менее он сам фактически использовал неделимые при исследовании равноускоренного движения.
Валлис, ознакомившись с методом Кавальери по книге Торричелли, решил провести его алгебраизацию.
Вместо геометрического преобразования сечений он строит в «Арифметике бесконечных» (1656 год) числовые ряды, которые мы сейчас называем интегральными суммами, и находит эти суммы.
Независимо от Валлиса и лет на 30 раньше эти интегралы вычислили Ферма и Роберваль.
В посмертно опубликованном сочинении Ферма виртуозно применяет такие приёмы, как интегрирование по частям и замена переменных, что позволило ему вычислить множество сложных интегралов от дробно-рациональных функций и от многочленов с дробными степенями.
Мемуар Ферма получил широкую известность, так как он почти полностью покрывает результаты Кавальери, но при этом изложенные методы существенно компактнее и понятнее. Кроме того, интегральные суммы оказались применимы к задачам, недоступным для метода Кавальери — например, спрямление (измерение дуги) кривой. Роберваль исследовал спираль Архимеда, Ферма и Торричелли в 1640-е годы — параболы и спирали высших порядков. Жиль Роберваль (1634—1636 гг.) и Кристофер Рен (1658 год) спрямили циклоиду.
Учитывая уязвимость для критики тех открытий, которые получены с помощью метода неделимых, многие математики (Ферма, Паскаль, Барроу и др.) отмечали в своих работах, что все их результаты могут быть без труда передоказаны строгими методами древних.
Барроу, правда, сделал к этой оговорке ироничное добавление: «только зачем?».
Декарт использовал инфинитезимальные методы в своей «Оптике», но в целом старался не углубляться в эту область. В трактате «Геометрия» он высказал мнение, что спрямление алгебраических линий невозможно. Это утверждение было опровергнуто лишь через двадцать лет: в 1650-х годах сразу четыре математика, включая Ферма и Гюйгенса, дали спрямление полукубической параболы. Впрочем, и сам Декарт успешно спрямил, правда, не алгебраическую, а трансцендентную кривую — логарифмическую спираль, длина дуги которой, считая от полюса, пропорциональна радиус-вектору конца дуги — свойство, которое знал и Торричелли.
Идея Валлиса — алгебраизация метода бесконечно малых — достигла высшего развития после открытия математического анализа Ньютоном и Лейбницем.
В своих «Началах» Ньютон дал первый набросок общей теории пределов (11 лемм), при этом он не постулирует аналог принципа Кавальери, а строго его доказывает (следствие из леммы IV):

Если вообще две какого угодно рода величины будут разделены на одинаковое число частей и, при бесконечном возрастании числа их и уменьшении каждой из них, отношение их соответственно друг к другу, то есть первой к первой, второй ко второй и т. д., остаётся постоянным, то и самые величины будут находиться в этом же отношении.

Здесь неделимые заменены на переменные, величина которых стремится к нулю; при этом «парадокса Кавальери» уже не может возникнуть, поскольку отношение сравниваемых в парадоксе величин (ширины малых четырёхугольников в разбиении) не равно единице.
После создания анализа метод неделимых представлял уже только исторический интерес.
Однако ещё более века, до работ Коши, обоснование анализа бесконечно малых было столь же неубедительным, как и у метода неделимых.